# Вілніс
Вілніс (нід. Wilnis) — село в нідерландській провінції Утрехт. Входить до муніципалітету Де-Ронде-Венен.
Його площа становить 20,93 км², а населення станом на 2021 рік складало 6 985 осіб.
Перша згадка про населений пункт датується 1185 роком.
Раніше мало статус окремого муніципалітету.

## Галерея

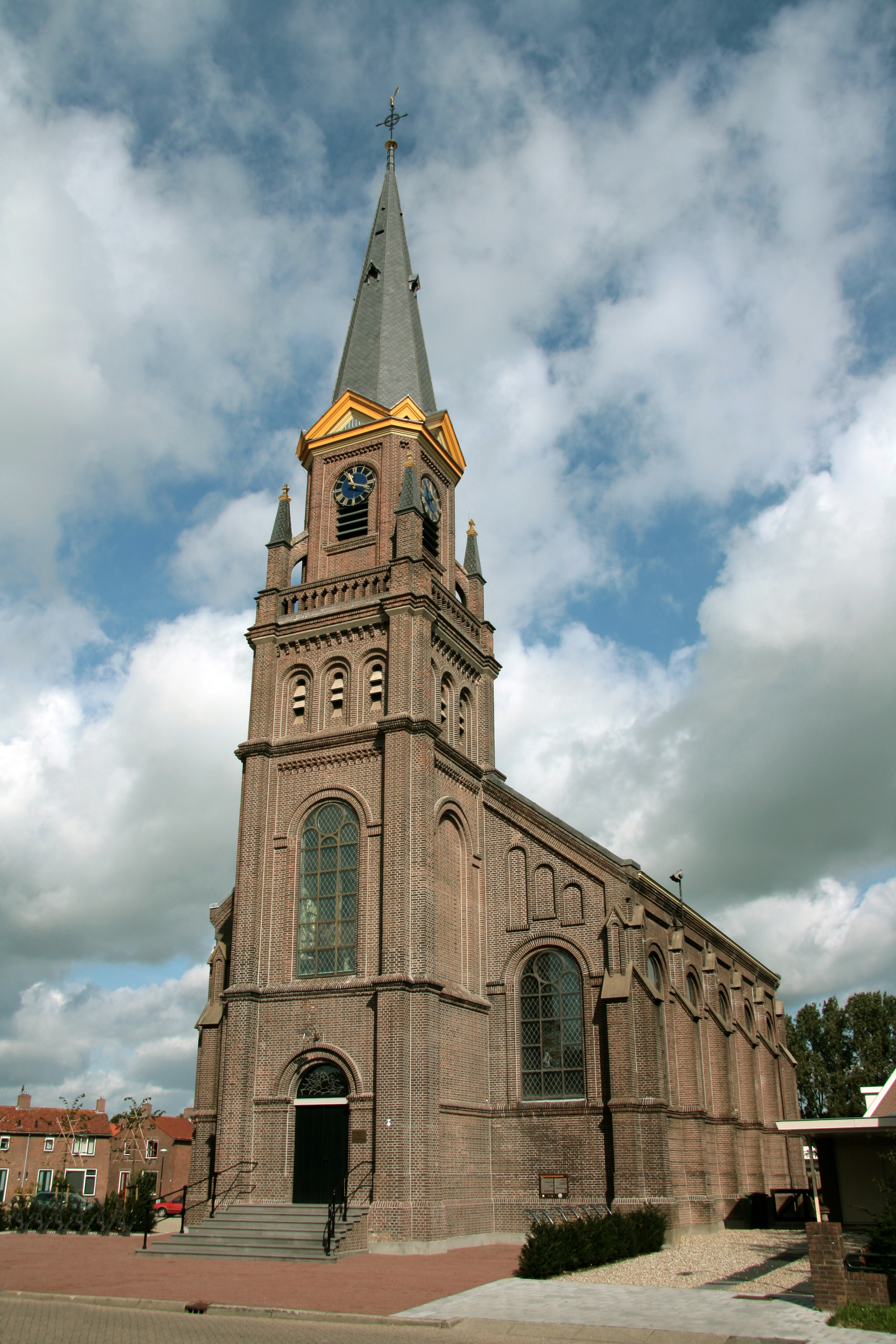
Церква у Вілнісі
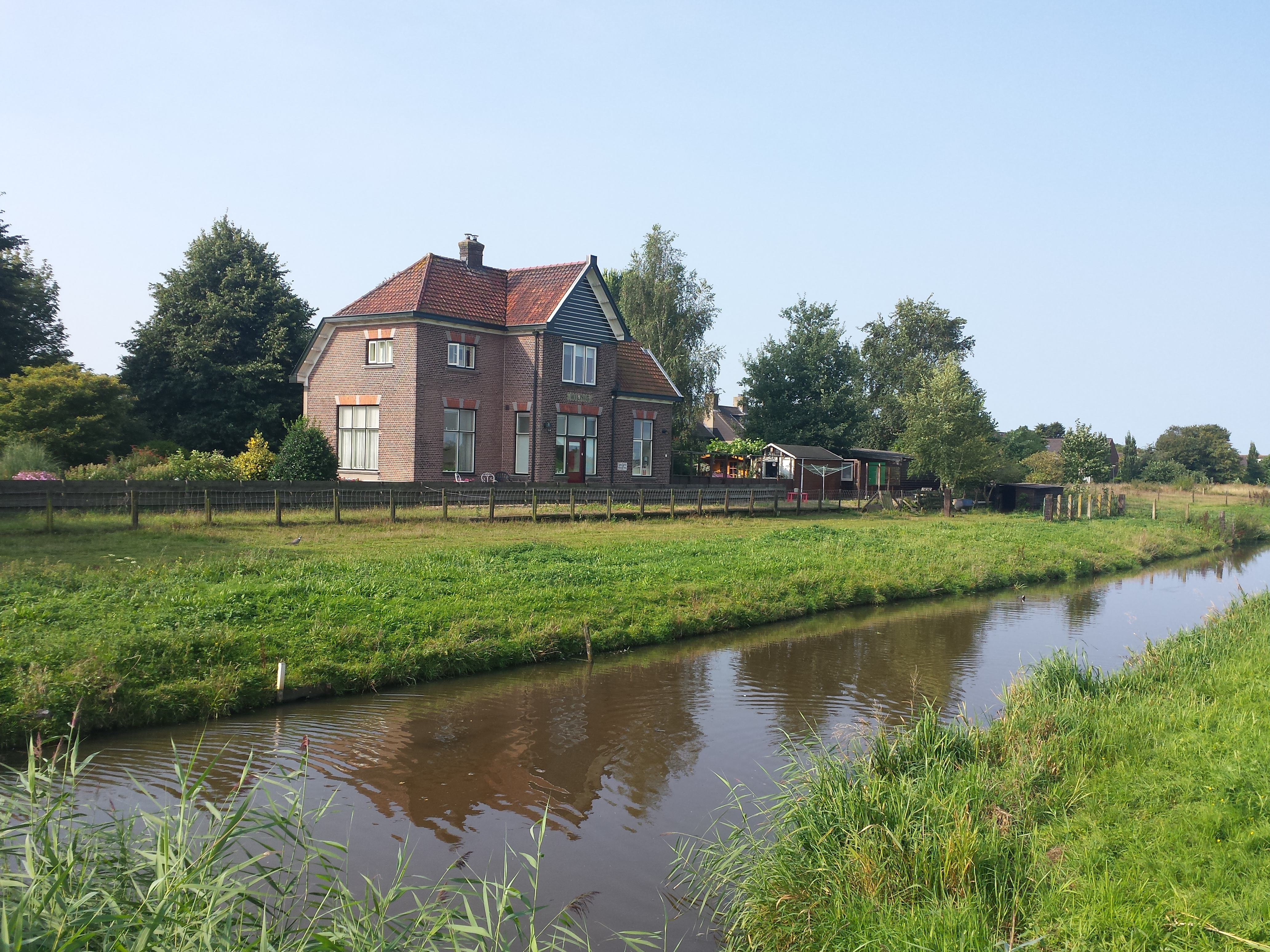
Ферма у селі
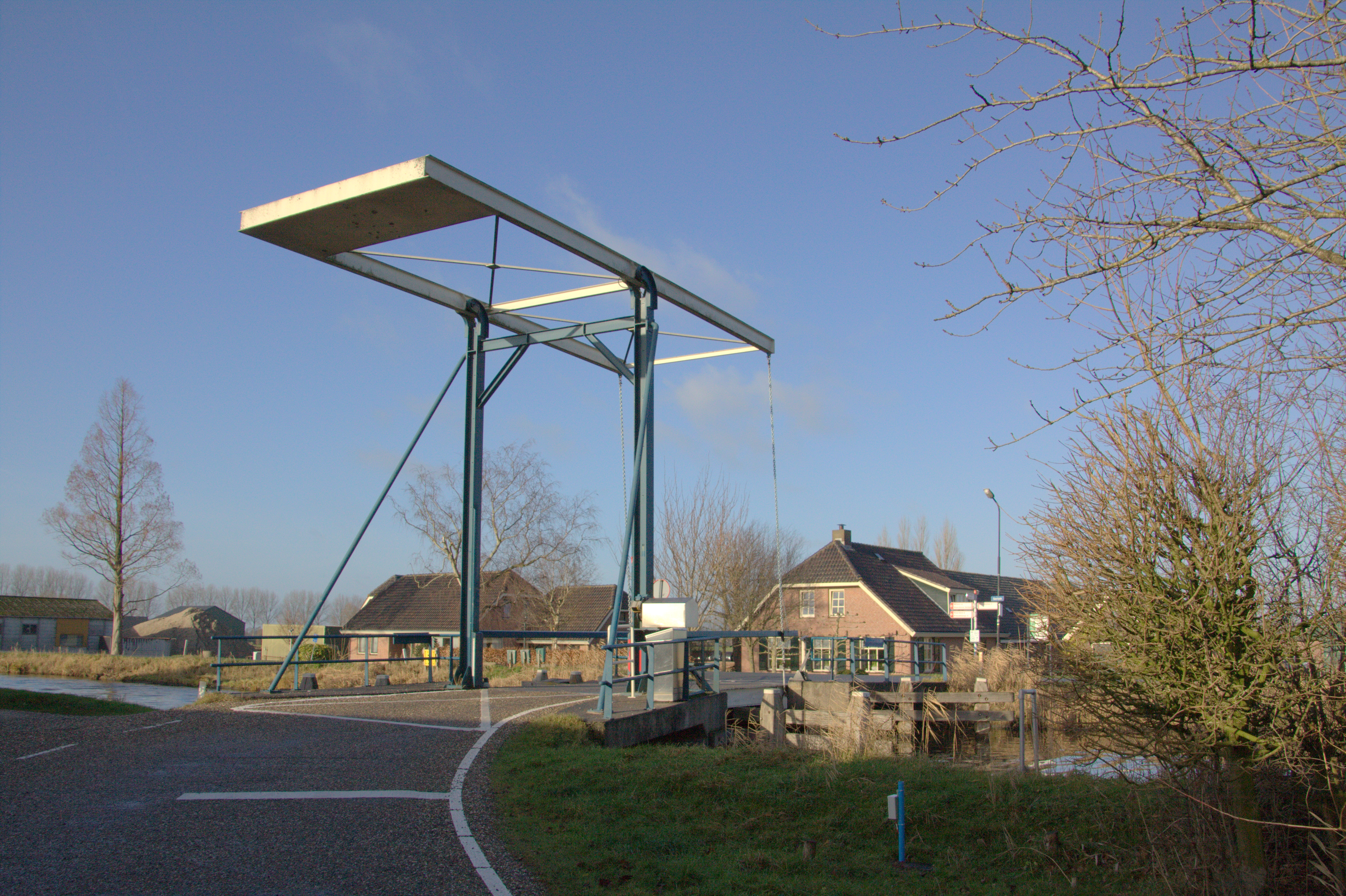
Розвідний міст
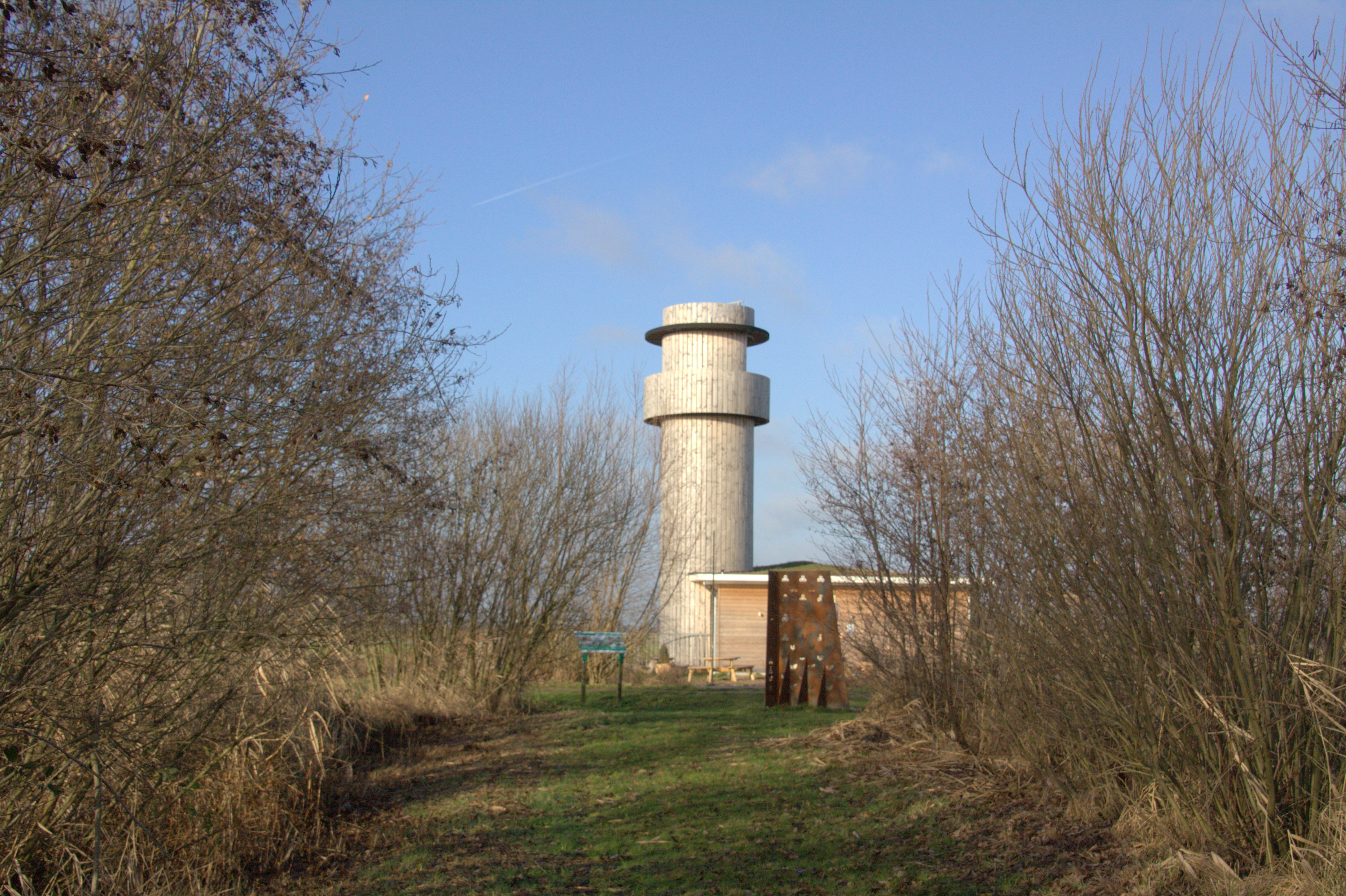
Башта De Grote Snip